# Добравиця (Іг)
Добравиця (словен. Dobravica) — поселення в общині Іг, Осреднєсловенський регіон, Словенія. Висота над рівнем моря: 422,7 м.

## Церква
Місцева церква, побудована на невеликому пагорбі в центрі селища, присвячена Святому Григорію і належить до парафії Іг. Це церква в стилі бароко, побудована в середині 18 століття.